# Germany's Next Topmodel (mùa 20)
Mùa thứ hai mươi của Germany's Next Topmodel (thường được viết tắt là GNTM) được phát sóng trên mạng lưới truyền hình Đức ProSieben. Chương trình bắt đầu phát sóng vào ngày 13 tháng 2 năm 2025. Giống như mùa trước, toàn bộ dàn giám khảo sẽ chỉ bao gồm Heidi Klum và một hay nhiều vị giám khảo khách mời trong mỗi tập. Đây là mùa thứ hai có thí sinh nam tham gia.
Ngoài ra, các tập sẽ được lên lịch hai lần một tuần, thứ Tư dành cho các thí sinh nam và thứ Năm dành cho thí sinh nữ cho đến tập 13 gộp chung các thí sinh nam nữ.
Hai người chiến thắng trong mùa giải này là Moritz Rüdiger, 19 tuổi đến từ Berlin và Daniela Djokić, 20 tuổi đến từ Ostfildern. Mỗi người giành được giải thưởng tiền mặt trị giá €100.000, lên ảnh bìa tạp chí Harper's Bazaar và chiến dịch quảng cáo cho L'Oréal.

## Các thí sinh
Tuổi tính từ ngày dự thi.
| Thí sinh | Thí sinh                      | Tuổi | Quê quán                   | Bị loại ở | Hạng  | Hạng         |
| -------- | ----------------------------- | ---- | -------------------------- | --------- | ----- | ------------ |
|          | Angelina Matic                | 20   | Kempten                    | Tập 5     | 26–22 | 51–47        |
|          | Leila Charifa Kraus           | 22   | Zirndorf                   | Tập 5     | 26–22 | 51–47        |
|          | Marlene Erdmann Sánchez       | 22   | Mannheim                   | Tập 5     | 26–22 | 51–47        |
|          | Jessica Lüdi                  | 21   | Beckenried, Thụy Sĩ        | Tập 5     | 26–22 | 51–47        |
|          | Marie Es.                     | 21   | Ehrenkirchen               | Tập 5     | 26–22 | 51–47        |
|          | Konstantin Bell               | 22   | Tuttlingen                 | Tập 6     | 25–23 | 46–44        |
|          | Enis Spahija                  | 23   | Schweinfurt                | Tập 6     | 25–23 | 46–44        |
|          | Julian Johannes 'J.J.' Stocks | 34   | Köln                       | Tập 6     | 25–23 | 46–44        |
|          | Lucia Doric                   | 21   | Hannover                   | Tập 7     | 21–18 | 43–40        |
|          | Natali Czesak                 | 20   | Frankfurt am Main          | Tập 7     | 21–18 | 43–40        |
|          | Valeria Hoffmann              | 21   | Oldenburg                  | Tập 7     | 21–18 | 43–40        |
|          | Stella Miljenovic             | 23   | Berlin                     | Tập 7     | 21–18 | 43–40        |
|          | Felix Flad                    | 27   | Stuttgart                  | Tập 8     | 22–20 | 39–37        |
|          | Christian Preinig             | 23   | Sankt Kanzian, Áo          | Tập 8     | 22–20 | 39–37        |
|          | Gabriel Moreno von Schinckel  | 23   | Zürich, Thụy Sĩ            | Tập 8     | 22–20 | 39–37        |
|          | Jule-Malin 'Jule' Gscheidle   | 21   | Frickenhausen              | Tập 9     | 17    | 36           |
|          | Jonathan Tolno                | 24   | Olching                    | Tập 10    | 19–17 | 35–33        |
|          | Felix Schiller                | 29   | Viên, Áo                   | Tập 10    | 19–17 | 35–33        |
|          | Ryan Wöhrl                    | 22   | Landshut                   | Tập 10    | 19–17 | 35–33        |
|          | Safia Asare                   | 24   | Dortmund                   | Tập 11    | 16    | 32 (bỏ cuộc) |
|          | Laura Klingert                | 25   | Holzkirchen                | Tập 11    | 15    | 31           |
|          | Lian Hansen                   | 21   | Bern, Thụy Sĩ              | Tập 12    | 16–14 | 30–28        |
|          | Matthias 'Mattes' Hafermann   | 38   | Alpen                      | Tập 12    | 16–14 | 30–28        |
|          | Tim Schröder                  | 19   | Berlin                     | Tập 12    | 16–14 | 30–28        |
|          | Alexander Van Hove            | 24   | Landshut                   | Tập 13    | 13    | 27–26        |
|          | Luisa 'Lulu' Gömann           | 32   | Berlin                     | Tập 13    | 14    | 27–26        |
|          | Katrin Gömann-Elsner          | 56   | Berlin                     | Tập 13    | 13    | 25 (bỏ cuộc) |
|          | Annett Bremer                 | 46   | Stapelfeld                 | Tập 14    | 12    | 24–23        |
|          | Keanu Bohatsch                | 24   | Höhenkirchen-Siegertsbrunn | Tập 14    | 12    | 24–23        |
|          | Ethan Moore                   | 19   | Düsseldorf                 | Tập 15    | 11    | 22           |
|          | Faruk Aytaç Keçe              | 21   | Bergkamen                  | Tập 16    | 10–9  | 21–19        |
|          | Felix Lintner                 | 21   | Viên, Áo                   | Tập 16    | 10–9  | 21–19        |
|          | Svenja Sievers                | 24   | Hamburg                    | Tập 16    | 11    | 21–19        |
|          | Lisa Brandstätter             | 19   | Lasberg, Áo                | Tập 17    | 10    | 18           |
|          | Samuel Dohmen                 | 23   | Köln                       | Tập 18    | 8     | 17           |
|          | Xenia Redelmann               | 26   | Loxstedt                   | Tập 19    | 9     | 16–15        |
|          | Nawin Nazary                  | 27   | Freiburg im Breisgau       | Tập 19    | 7     | 16–15        |
|          | Eva Baringhorst               | 26   | Berlin                     | Tập 20    | 8–7   | 14–13        |
|          | Katharina Van de Sandt        | 24   | Viên, Áo                   | Tập 20    | 8–7   | 14–13        |
|          | Ray Ewulu                     | 30   | Hamburg                    | Tập 21    | 6     | 12           |
|          | Josephine 'Josy' Tolno        | 19   | München                    | Tập 21    | 6     | 11           |
|          | Aaliyah Isla                  | 21   | Hamburg                    | Tập 23    | 5     | 10–9         |
|          | Kevin Vukelja                 | 24   | Wetzlar                    | Tập 23    | 5     | 10–9         |
|          | Canel Delice                  | 23   | Essen                      | Tập 24    | 4     | 8–7          |
|          | Eliob Demofike                | 29   | Tokyo, Nhật Bản            | Tập 24    | 4     | 8–7          |
|          | Jannik Richter                | 22   | Bad Segeberg               | Tập 25    | 3     | 6–5          |
|          | Zoe Rötzel                    | 19   | Pulheim                    | Tập 25    | 3     | 6–5          |
|          | Magdalena Milic               | 21   | Viên, Áo                   | Tập 25    | 2     | 4–3          |
|          | Pierre Lang                   | 22   | Viên, Áo                   | Tập 25    | 2     | 4–3          |
|          | Daniela Ðokić                 | 20   | Ostfildern                 | Tập 25    | 1     | 2–1          |
|          | Moritz Rüdiger                | 19   | Berlin                     | Tập 25    | 1     | 2–1          |

## Kết quả

### Bảng loại trừ
| Thứ tự | Tập       | Tập        | Tập       | Tập        | Tập       | Tập       | Tập       | Tập       | Tập       | Tập       | Tập       | Tập       | Tập       | Tập       | Tập       | Tập       | Tập       | Tập       | Tập       | Tập       | Tập       | Tập       | Tập              |
| Thứ tự | 3         | 4          | 5         | 6          | 7         | 8         | 9         | 10        | 11        | 12        | 13        | 14        | 15        | 16        | 17        | 18        | 19        | 20        | 21        | 23        | 24        | 25        | 25               |
| ------ | --------- | ---------- | --------- | ---------- | --------- | --------- | --------- | --------- | --------- | --------- | --------- | --------- | --------- | --------- | --------- | --------- | --------- | --------- | --------- | --------- | --------- | --------- | ---------------- |
| 1      | Angelina  | Alexander  | Svenja    | Felix F.   | Laura     | Mattes    | Aaliyah   | Lian      | Eva       | Felix L.  | Canel     | Canel     | Eliob     | Daniela   | Daniela   | Canel     | Ray       | Jannik    | Canel     | Jannik    | Daniela   | Daniela   | Moritz Daniela   |
| 2      | Lucia     | Christian  | Stella    | Mattes     | Katharina | Ray       | Daniela   | Eliob     | Canel     | Kevin     | Felix L.  | Daniela   | Xenia     | Aaliyah   | Canel     | Pierre    | Jannik    | Aaliyah   | Zoe       | Magdalena | Moritz    | Magdalena | Moritz Daniela   |
| 3      | Eva       | Eliob      | Lulu      | Keanu      | Zoe       | Keanu     | Eva       | Keanu     | Annett    | Moritz    | Katharina | Felix L.  | Aaliyah   | Jannik    | Aaliyah   | Eliob     | Pierre    | Kevin     | Daniela   | Daniela   | Magdalena | Pierre    | Pierre Magdalena |
| 4      | Marie     | Ethan      | Katrin    | Pierre     | Magdalena | Moritz    | Lisa      | Kevin     | Xenia     | Pierre    | Kevin     | Katharina | Canel     | Nawin     | Josy      | Ray       | Kevin     | Magdalena | Pierre    | Moritz    | Pierre    | Moritz    | Pierre Magdalena |
| 5      | Aaliyah   | Faruk      | Annett    | Nawin      | Katrin    | Lian      | Laura     | Faruk     | Josy      | Ethan     | Moritz    | Kevin     | Nawin     | Ray       | Xenia     | Josy      | Daniela   | Eliob     | Moritz    | Pierre    | Zoe       | Jannik    |                  |
| 6      | Jule      | Felix S.   | Xenia     | Kevin      | Lulu      | Felix L.  | Canel     | Tim       | Magdalena | Ray       | Ethan     | Moritz    | Pierre    | Katharina | Pierre    | Katharina | Aaliyah   | Daniela   | Kevin     | Zoe       | Jannik    | Zoe       |                  |
| 7      | Magdalena | Jannik     | Lisa      | Lian       | Annett    | Felix S.  | Katharina | Felix L.  | Katharina | Samuel    | Zoe       | Eliob     | Daniela   | Zoe       | Jannik    | Xenia     | Magdalena | Josy      | Jannik    | Canel     | Eliob     |           |                  |
| 8      | Katharina | Narwin     | Natali    | Ryan       | Eva       | Jannik    | Svenja    | Nawin     | Svenja    | Keanu     | Annett    | Magdalena | Eva       | Xenia     | Eva       | Zoe       | Canel     | Pierre    | Eliob     | Eliob     | Canel     |           |                  |
| 9      | Canel     | Pierre     | Aaliyah   | Samuel     | Josy      | Eliob     | Zoe       | Mattes    | Zoe       | Jannik    | Samuel    | Pierre    | Sevnja    | Josy      | Moritz    | Jannik    | Josy      | Moritz    | Aaliyah   | Aaliyah   |           |           |                  |
| 10     | Daniela   | Lian       | Lucia     | Ray        | Lisa      | Ethan     | Josy      | Pierre    | Lisa      | Nawin     | Eliob     | Lisa      | Jannik    | Lisa      | Magdalena | Eva       | Zoe       | Zoe       | Magdalena | Kevin     |           |           |                  |
| 11     | Josy      | Enis       | Daniela   | Felix L.   | Svenja    | Ryan      | Katrin    | Ray       | Aaliyah   | Eliob     | Josy      | Ethan     | Faruk     | Pierre    | Zoe       | Nawin     | Katharina | Canel     | Josy      |           |           |           |                  |
| 12     | Natali    | Felix L.   | Jule      | Alexander  | Safia     | Samuel    | Safia     | Jannik    | Daniela   | Alexander | Daniela   | Josy      | Felix L.  | Samuel    | Eliob     | Magdalena | Eva       | Ray       | Ray       |           |           |           |                  |
| 13     | Marlene   | Keanu      | Katharina | Jannik     | Daniela   | Nawin     | Annett    | Samuel    | Katrin    | Faruk     | Nawin     | Jannik    | Moritz    | Eliob     | Katharina | Moritz    | Eliob     | Katharina |           |           |           |           |                  |
| 14     | Stella    | J.J.       | Magdalena | Jonathan   | Jule      | Tim       | Lulu      | Moritz    | Lulu      | Lian      | Keanu     | Svenja    | Kevin     | Kevin     | Ray       | Kevin     | Moritz    | Eva       |           |           |           |           |                  |
| 15     | Svenja    | Gabriel    | Safia     | Christian  | Xenia     | Faruk     | Magdalena | Ethan     | Laura     | Mattes    | Lisa      | Nawin     | Magdalena | Moritz    | Samuel    | Aaliyah   | Nawin     |           |           |           |           |           |                  |
| 16     | Zoe       | Kevin      | Valeria   | Felix S.   | Aaliyah   | Kevin     | Xenia     | Alexander | Safia     | Tim       | Eva       | Eva       | Lisa      | Eva       | Kevin     | Daniela   | Xenia     |           |           |           |           |           |                  |
| 17     | Annett    | Samuel     | Zoe       | Tim        | Canel     | Alexander | Jule      | Ryan      |           |           | Ray       | Ray       | Katharina | Canel     | Nawin     | Samuel    |           |           |           |           |           |           |                  |
| 18     | Katrin    | Jonathan   | Canel     | Ethan      | Stella    | Pierre    |           | Felix S.  |           |           | Magdalena | Zoe       | Ray       | Magdalena | Lisa      |           |           |           |           |           |           |           |                  |
| 19     | Safia     | Mattes     | Eva       | Eliob      | Valeria   | Jonathan  |           | Jonathan  |           |           | Xenia     | Samuel    | Josy      | Svenja    |           |           |           |           |           |           |           |           |                  |
| 20     | Xenia     | Moritz     | Josy      | Gabriel    | Lucia     | Christian |           |           |           |           | Jannik    | Faruk     | Samuel    | Felix L.  |           |           |           |           |           |           |           |           |                  |
| 21     | Jessica   | Felix F.   | Laura     | Faruk      | Natali    | Gabriel   |           |           |           |           | Svenja    | Xenia     | Zoe       | Faruk     |           |           |           |           |           |           |           |           |                  |
| 22     | Lulu      | Konstantin | Jessica   | Moritz     |           | Felix F.  |           |           |           |           | Aaliyah   | Aaliyah   | Ethan     |           |           |           |           |           |           |           |           |           |                  |
| 23     | Valeria   | Ray        | Marie     | J.J.       |           |           |           |           |           |           | Pierre    | Keanu     |           |           |           |           |           |           |           |           |           |           |                  |
| 24     | Laura     | Ryan       | Leila     | Enis       |           |           |           |           |           |           | Faruk     | Annett    |           |           |           |           |           |           |           |           |           |           |                  |
| 25     | Lisa      | Tim        | Marlene   | Konstantin |           |           |           |           |           |           | Katrin    |           |           |           |           |           |           |           |           |           |           |           |                  |
| 26     | Leila     |            | Angelina  |            |           |           |           |           |           |           | Lulu      |           |           |           |           |           |           |           |           |           |           |           |                  |
| 27     |           |            |           |            |           |           |           |           |           |           | Alexander |           |           |           |           |           |           |           |           |           |           |           |                  |

     Thí sinh ban đầu bị loại nhưng được cứu
     Thí sinh bị loại
     Thí sinh bỏ cuộc thi
     Thí sinh có nguy cơ bị loại
     Thí sinh được miễn loại
     Thí sinh bị loại ngoài ban giám khảo
1. ↑  Thứ tự gọi tên chỉ lần lượt từng người an toàn.
2. ↑  Các tập 1-4 là tập casting. Từ 200 thí sinh sinh bán kết được giảm xuống còn 51 thí sinh chung cuộc. Trong tập 3, Leila ban đầu bị loại nhưng được Heidi Klum cứu.
3. ↑  Trong tập 11, Safia quyết định dừng cuộc thi vì lý do sức khỏe. Ngoài ra, không có buổi chụp hình được diễn ra trong tập này và các thí sinh được đánh giá qua phần thể hiện của họ ở những buổi casting.
4. ↑  Trong tập 12, Felix L. và Kevin được miễn loại vì giành chiến thắng thử thách casting. Ngoài ra, không có buổi chụp hình được diễn ra trong tập này và các thí sinh được đánh giá qua phần thể hiện của họ ở những buổi casting.
5. ↑  Trong tập 13, Alexander & Lulu bị loại trong buổi chụp hình và sau đó Katrin quyết định dừng cuộc thi. Ngoài ra, Canel, Felix L., Katharina, Kevin & Moritz được miễn loại vì giành chiến thắng thử thách casting.
6. ↑  Trong tập 14, buổi gọi tên được bắt đầu của tập trước. Ngoài ra, Canel, Daniela, Felix L., Katharina, Kevin & Moritz được miễn loại vì giành chiến thắng thử thách casting.
7. ↑  Trong tập 15, Eva được miễn loại vì giành chiến thắng thử thách casting.
8. ↑  Trong tập 22, không có ai bị loại.

### Buổi chụp hình
Nữ
- Tập 1: Ảnh thẻ trong một lần bấm máy (casting)
- Tập 5: Ảnh chân dung bật khóc theo cặp
- Tập 7: Diện mạo mới
- Tập 9: Ảnh thẻ trắng đen
- Tập 13: Cặp đôi rửa xe quyến rũ
- Tập 15: Video: Những người giải cứu trên núi
- Tập 16: Lạc trên sa mạc theo nhóm (lấy cảm hứng từ Mad Max)
- Tập 17: Con rối dây nghệ thuật; Người diễn xiếc trong khi bị tạt màu
- Tập 18: Avant-garde trên không
- Tập 19: Bị tạt sơn trong vòng xoay chuyển động
- Tập 20: Drag queen
- Tập 21: Ảnh trắng đen tay đua xe khỏa thân với xe môtô
- Tập 22: Người ngoài hành tinh trên đường phố
- Tập 23: Ảnh trắng đen thân mật trên giường theo cặp
- Tập 24: Ảnh bìa tạp chí Harper's Bazaar
- Tập 25: Thời trang disco ở dưới nước

Nam
- Tập 2: Ảnh thẻ trong một lần bấm máy (casting)
- Tập 6: Ảnh chân dung bật khóc theo cặp
- Tập 8: Ảnh trắng đen khỏa thân trong bồn tắm đầy bọt bong bóng
- Tập 10: Ảnh thẻ trắng đen
- Tập 13: Cặp đôi rửa xe quyến rũ
- Tập 15: Video: Những người giải cứu trên núi
- Tập 16: Lạc trên sa mạc theo nhóm (lấy cảm hứng từ Mad Max)
- Tập 17: Con rối dây nghệ thuật; Người diễn xiếc trong khi bị tạt màu
- Tập 18: Avant-garde trên không
- Tập 19: Bị tạt sơn trong vòng xoay chuyển động
- Tập 20: Drag queen
- Tập 21: Ảnh trắng đen tay đua xe khỏa thân với xe môtô
- Tập 22: Người ngoài hành tinh trên đường phố
- Tập 23: Ảnh trắng đen thân mật trên giường theo cặp
- Tập 24: Ảnh bìa tạp chí Harper's Bazaar
- Tập 25: Thời trang disco ở dưới nước